# Onobrychis vanensis
Onobrychis vanensis là một loài thực vật có hoa trong họ Đậu. Loài này được (Hedge) Ponert miêu tả khoa học đầu tiên năm 1972.